# 해방자호
해방자호(解放者號)는 1940년대 중반부터 1950년대 초반까지 특급열차로 운행한 열차의 이름이다. 서울-부산 간의 조선해방자호(朝鮮解放者號)와 서울-목포 간의 서부해방자호(西部解放者號)로 나뉘었다.

## 역사
- 1946년 5월 20일 : 조선해방자호 운행 개시[1]
- 1946년 8월 : 조선해방자호 운행 중지[2]
- 1947년 5월 1일 : 조선해방자호 운행 재개[3]
- 1948년 6월 30일 : 서부해방자호 운행 개시[4]
- 1949년 8월 15일 : 조선해방자호를 삼천리호(三千里號)로, 서부해방자호를 무궁화호(無窮花號)로 개칭[5]
- 한국 전쟁 중 : 폐지된 것으로 추정

## 편성과 운행
조선해방자호는 초기에 전망객차 1량, 우등객차 2량, 1등객차 5량, 식당차 1량이 연결된 9량 편성으로 운행하였으며, 정원은 전망객차에 8명, 우등객차에 144명, 1등객차에 360명이 탑승할 수 있어 총 512명이었다. 그러나 보통열차와는 다르게 상당히 호화로운 편성이어서 논란이 일었고, 이용객이 적어 3개월만에 운휴하였다. 이듬해 5월에 1등객차에 15명, 2등객차에 110명, 3등객차에 360명이 탑승하는 것으로 편성을 바꾸어 운행을 재개하였다.
조선해방자호의 정차역은 서울역, 천안역, 대구역, 김천역, 삼랑진역, 부산역으로, 이 거리를 가는 데에 9시간 40분이 소요되었다. 서부해방자호의 경우 초기의 정차역은 불명이나, 1948년 8월 25일부터 시흥역, 평택역, 신태인역, 장성역, 영산포역에 추가로 정차하게 되었다.